# Szrednyekolimszk
Szrednyekolimszk (oroszul: Среднеколымск) város Oroszország ázsiai részén, Jakutföldön, a Szrednyekolimszki járás székhelye.
Népessége: 3525 fő (a 2010. évi népszámláláskor).

## Elhelyezkedése
Jakutszktól légvonalban 1485 km-re északkeletre, a Kolima-alföldön, a Kolima bal partján helyezkedik el, az Ankugyinka mellékfolyó torkolatánál. Az egész vidéken állandóan fagyott talaj uralkodik.
Nevének jelentése: 'középső Kolimszk', megkülönböztetésül a folyón lejjebb, illetve följebb fekvő alsó- és felső Kolimszktól (Nyizsnyekolimszk, Verhnyekolimszk). A Kolimszk természetesen a folyónévből képzett alak.

## Története
Helyén először kozákok létesítettek megerősített szállást 1644-ben, a faerődítményt Jarmankának nevezték el. 1775-ben a Kolimai körzet (okrug) székhelye lett. A 19. század közepétől város. Több ismert orosz értelmiségi töltötte száműzetését a településen, köztük pl. V. G. Bogoraz-tan antropológus.